# Jamie Clarke
Jamie Clarke (n. 5 octombrie 1994, Llanelli⁠(d), Țara Galilor, Regatul Unit) este un jucător galez de snooker.  